# Kochanów
Kochanów [pronunciación en polaco: /kɔˈxanuf/] es un pueblo ubicado en el distrito administrativo de Gmina Ciepielów, dentro del Distrito de Lipsko, Voivodato de Mazovia, en el este de Polonia central. Se encuentra aproximadamente a 9 kilómetros al oeste de Ciepielów, a 16 kilómetros al noroeste de Lipsko, y a 114 kilómetros al sur de Varsovia.